# Національна емблема Туреччини
Турецька Республіка, одна з небагатьох країн світу в якій відсутній офіційно затверджений державний герб. Замість герба багатьма державними установами використовується напівофіційна емблема — червоний еліпс, на якому зображено вертикально орієнтований півмісяць і зірка над ним. Це ж саме зображення розташовано і на державному прапорі Туреччини, з тією лише різницею, що півмісяць орієнтований горизонтально. У верхній частині, біля кромки, огинаючи вершину еліпса, знаходиться надпис турецькою мовою офіційної назви Туреччини: «Türkiye Cumhuriyeti».

## Опис
Півмісяць і зірка вважаються традиційним символами ісламу. Є безліч легенд про походження цих символів. Одна з них пов'язана з 339-м роком до н. е., коли війська Філіпа Македонського, батька знаменитого полководця Олександра, оточили місто Візантій, так називався в давнину Стамбул. Облога була довгою і кровопролитною, жителі відчайдушно чинили опір, безліч людей загинуло в боротьбі за свободу. Тоді ворог вирішив зробити уночі підкоп під неприступну фортецю. Але раптом із-за важких чорних хмар виринув місяць і зірка поряд з ним. Вартові на вежах відразу помітили ворога та підняли тривогу. З великими втратами воїни Філіпа відступили, а місто було врятовано. На згадку про цю подію, як символ свободи від загарбників, півмісяць із зіркою став емблемою Візантії. Через століття, в 1453, орди турецького султана захопили місто, а потім і всю Східну Римську імперію. Емблема перейшла на стяг переможців, і з тих пір півмісяць із зіркою вважається символом Туреччини.
На обкладинці турецького закордонного паспорта, як і на державному прапорі, також зображені зірка і півмісяць.

## Проєкти

Проєкт державного герба (1925)

У 1925 Міністерство національної освіти Туреччини провело конкурс на найкращий національний герб. У ньому переміг проєкт художника Намика Ісмаїла, на якому було зображено пращурку тюрків — міфічну вовчицю Асену разом із турецьким півмісяцем і зіркою. Проте цей проєкт герба не затвердили.